# Себрант, Андрей Юлианович
Андрей Юлианович Себрант (род. 21 ноября 1954, Москва) — один из первых деятелей рунета, российский учёный, директор по маркетингу сервисов компании «Яндекс». Кандидат физико-математических наук. Лауреат премии Ленинского комсомола в области науки и техники (1985). Профессор ВШЭ.

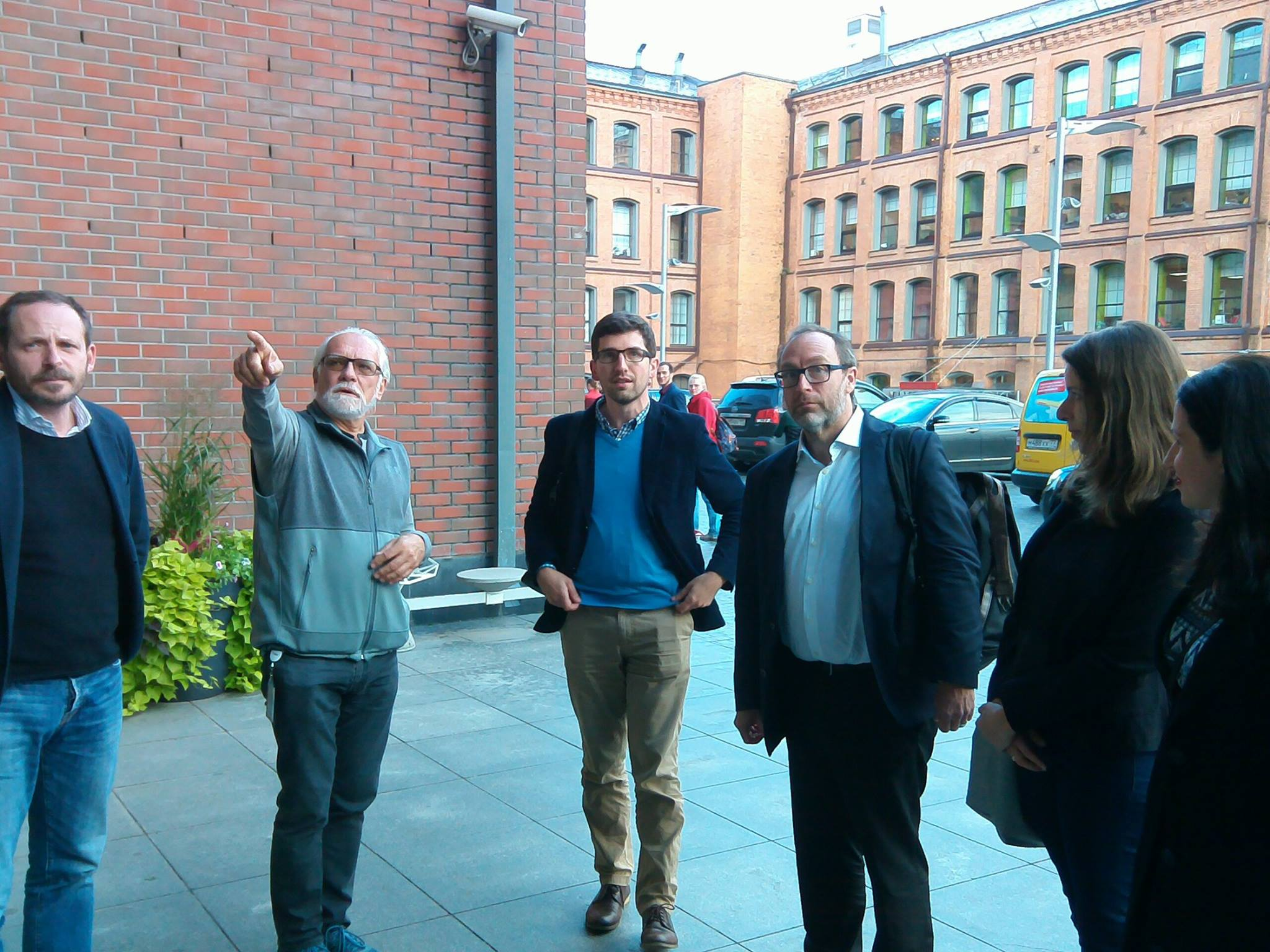
Андрей Себрант проводит экскурсию Джимбо по Яндексу (также участвуют Аркадий Волож и Алекс Смотров, Москва, Яндекс, 2016 г.)

## Биография
Родился 21 ноября 1954 года в Москве. В 1977 году окончил Московский физико-технический институт (МФТИ), факультет аэрофизики и космических исследований по специальности «экспериментальная физика». После окончания учёбы работал в Троицком институте инновационных и термоядерных исследований, филиале Института атомной энергии им. Курчатова (КИАЭ). Последняя должность — руководитель группы (направление работ — исследования взаимодействия лазерного излучения с поверхностью твёрдого тела). В ходе научной работы познакомился с Интернетом, который использовал для международного научного обмена с 1988 года, то есть ещё в СССР через «Совам Телепорт». Ушёл из науки из-за её постсоветского кризиса — «Была задача, которая требовала очень дорогих приборов, на которые денег не было и нет. Плюс ещё и дорогих расходных материалов, которые стали недоступны».
В 1990 году американская организация «Ассоциация за прогрессивные коммуникации» (APC), которая занималась развитием Интернета в странах мира, создала в СССР проект «Гласнет» — бесплатного интернет-провайдера для международных гуманитарных проектов (GlasNet означало «glasnost network», то есть «сеть гласности»). Также в создании проекта принимала участие организация под названием International Foundation for the Survival and Development of Humanity («международное учреждение по выживанию и развитию человечества»), сопредседателем которой был глава КИАЭ Евгений Велихов. Андрей Себрант подключился к этой работе и в 1993 году стал членом совета директоров APC. В 1995 году на базе «Гласнета» был создан одноимённый коммерческий интернет-провайдер, один из первых в РФ. Себрант был назначен его директором по маркетингу, затем коммерческим директором. После поглощения «Гласнета» компанией «Голден Телеком» Себрант стал коммерческим директором её отделения.
С 2001 по 2004 год — генеральный продюсер «Лайкос Россия», затем занял должность директора по маркетингу сервисов компании «Яндекс»; по собственным словам, Себрант пришёл в «Яндекс» «на стадии зрелого стартапа, который нащупал бизнес-модель».
Является главным редактором журнала «Интернет-маркетинг».
Член Internet Society, ICANN, координационного совета Российской академии Интернета, правления РОЦИТ. Был участником движения ЕЖЕ.
Автор большого числа публикаций и докладов по интерактивному маркетингу; регулярно читает на эту тему лекции студентам различных бизнес-школ Москвы.
Увлекается фотографией, что помогло ему во время работы в «Гласнете», когда перед ним стояла задача создавать контент, чтобы привлекать в Интернет первых коммерческих пользователей из РФ.

## Награды
- Лауреат премии Ленинского комсомола в области науки и техники (1985).
- В 2010 году занял десятое место среди маркетинг-директоров Москвы, согласно данным рейтинга «Московские персоналии», представленных порталом ГлобалМСК.ру[12].
- В 2011 году стал обладателем премии «АРИСТОС» как победитель в номинации «Лучший директор по маркетингу»[12].